# Ameles dumonti
Ameles dumonti es una especie de mantis de la familia Mantidae.

## Distribución geográfica
Se encuentra en Túnez y Marruecos.